# Nieves Calvo
Nieves Calvo Villa (Castro-Urdiales, 1913 - Caravaca, 10 de octubre de 1940) fue una política republicana, militante de las Juventudes Socialistas Unificadas (JSU) y concejal del Ayuntamiento de Caravaca, fusilada por la represión franquista.

## Trayectoria
Estaba casada con Antonio Pérez Carranza, apodado el Gordo de la Estación, que era ferroviario y había sido destinado a la estación de la antigua vía entre Caravaca y Murcia. Por ello, ambos se instalaron en Caravaca. Allí él fue nombrado Secretario General del Partido Comunista de España (PCE) de la sección local.
Calvo era militante de las Juventudes Socialistas Unificadas (JSU) y por esta coalición fue nombrada concejal en la corporación municipal de Caravaca en agosto de 1936. Solo otra mujer en la Región de Murcia, Clementa Molina Aliaga, había sido elegida concejal en 1936, en su caso por el Ayuntamiento de Lorca bajo las siglas de Izquierda Republicana.
El matrimonio fue acusado de participar en los sucesos ocurridos en el Castillo de Caravaca, el 1 de octubre de 1936, en los que fueron asesinados 11 presos reconocidos de derechas acusados de haber participado en el golpe de Estado del 18 de julio de 1936. Pérez Carranza fue fusilado el 20 de octubre de 1939 junto con otros 35 republicanos más de Caravaca, acusados de Adhesión a la Rebelión.
Calvo Villa se había significado por su desempeño en la concejalía. Fue acusada de participar en el asalto al castillo aunque las únicas pruebas fueron “un rumor público y comentario popular”, porque se habían oído voces de mujer.
Tras la muerte de su marido había regresado a Castro Urdiales con sus tres hijos, donde fue detenida el 30 de mayo de 1939. Trasladada a la prisión de Caravaca, fue condenada a pena de muerte por el Tribunal Militar de Caravaca (Sumarísimo n.º 5840), el 2 de febrero de 1940. La sentencia fue confirmada por el general Francisco Franco. Fue condenada a muerte estando embarazada. Este hecho sirvió para que se postergara la condena hasta que diera a luz. Su nombre figura en el listado del expediente de Eliseo Fernández García.
Su hija recién nacida, Francisca Pérez Calvo, fue entregada a su abuelo materno, que residía en Castro Urdiales. Para ello, fue entregada a una prima de su marido, Ricarda Soba Carranza, el mismo día de su fusilamiento.